# 哈蒂瓦
哈蒂瓦（西班牙語：Játiva，西班牙語發音：[ˈxatiβa]，巴倫西亞語發音：[ˈʃativa]）是西班牙巴伦西亚自治区巴伦西亚省的一个市镇。总面积77平方公里，总人口25736人（2001年），人口密度334人/平方公里。